# زلزال جاوة 1994
زلزال جاوة حدث يوم 3 يونيو 1994م الساعة 01:17:37 بالتوقيت المحلي قبالة ساحل إندونيسيا. كان مركز الزلزال قبالة الجزء الشرقي من ساحل جاوة الجنوبي بالقرب من الطرف الشرقي لخندق جاوة.
وقع هذا الزلزال بقوة بلغت 7.8 درجة في منطقة تتميز بأنها ذات اقتران زلزالي ضعيف. تعد الزلازل ذات السرعات البطيئة من أكثر مولدات التسونامي كفاءة، وقد تم تصنيف هذا الزلزال على أنه زلزال تسونامي.
وصل تسونامي إلى جاوة وبالي، مع ارتفاع يصل إلى 14 مترًا (46 قدمًا) على ساحل جاوة الشرقي وما يصل إلى 5 أمتار (16 قدمًا) على ساحل جنوب غرب بالي. قتل أكثر من 200 شخص في كارثة تسونامي. أمكن الشعور بالصدمة بقوة عبر بالي ووسط وشرق جاوة ولومبوك وسومباوا.